# 目黒裕次
目黒 裕次（めぐろ ゆうじ、1951年(昭和26年)4月5日 – ）は、日本の実業家。平河ヒューテック株式会社社長。

## 人物
- 出身地　東京都。
- 生年月日　1951年（昭和26年）4月5日。
- 最終学歴　中央大学商学部　1975年（昭和50年）3月卒業。[1]

## 経歴
- 1975年（昭和50年） 3月 - 平河電線株式会社（現平河ヒューテック株式会社）入社。
- 2004年（平成16年）10月 - 総務部長。
- 2006年（平成18年） 4月 - 理事総務部長。
- 2009年（平成21年） 5月 - 理事管理本部副部長・取締役管理部長。
- 2010年（平成22年） 6月 - 管理本部長
- 2012年（平成24年） 6月 - 代表取締役社長。隅田和夫社長は会長。
- 2016年（平成28年） 6月 - 株主総会で新社長に篠祐一が就任。そして目黒裕次社長は代表取締役に就任した。[2]